# Erylus amissus
Erylus amissus är en svampdjursart som beskrevs av Adams och Hooper 200. Erylus amissus ingår i släktet Erylus och familjen Geodiidae. Inga underarter finns listade i Catalogue of Life.